# Julio César Baldivieso
Julio César Baldivieso (* 2. Dezember 1971 in Cochabamba) ist ein ehemaliger bolivianischer Fußballspieler und derzeitiger -trainer.

## Karriere
Baldivieso begann seine Karriere 1987 in Cochabamba beim Traditionsverein Jorge Wilstermann. Nach vier Jahren dort spielte er im Alter von zwanzig Jahren erstmals für die bolivianische Fußballnationalmannschaft. Zum Ende der Saison wechselte Baldivieso zum Rivalen Club Bolívar, dem er bis 1996 treu blieb, nur unterbrochen durch ein kurzes Gastspiel 1993 bei den Yokohama F-Marinos in Japan. Zur Saison 1996/97 wechselte er nach Argentinien zu den Newell’s Old Boys aus Rosario. 1999 kehrte er noch einmal zu seinem Stammverein Jorge Wilstermann zurück, zog aber noch im gleichen Jahr weiter zu Barcelona SC Guayaquil nach Ecuador.
Es folgten kurze Gastspiele bei al-Nasr FC in Saudi-Arabien, CD Cobreloa aus Calama in Chile und dem Stadtrivalen seines Stammvereins aus Cochabamba, Club Aurora. Zur Saison 2002/03 ging er dann noch einmal zu al-Nasr FC, doch schon in der nächsten Saison wechselte der Mittelfeldspieler wieder zu Aurora. 2003/04 folgte dann ein Jahr in Katar bei Al-Wakrah SC, seitdem spielte der Bolivianer für den FC Caracas aus Venezuela.
Nach einem positiven Dopingtest wurde er 2006 für sechs Monate gesperrt. 2008 beendete er seine aktive Laufbahn. 
Am 28. August 2015 wurde er seitens des bolivianischen Fußballverbandes zum neuen Trainer der Nationalmannschaft bestellt.